# Coco (Maupassant)
Coco est une nouvelle de Guy de Maupassant, parue en 1884. 

## Historique
Coco est initialement publiée dans la revue Le Gaulois du 21 janvier 1884, puis dans le recueil Contes du jour et de la nuit en 1885. 

## Résumé
À la ferme des Lucas, dite "la Métairie", on conserve par charité, dans le fond de l'écurie, un très vieux cheval blanc que la maîtresse veut nourrir jusqu'à sa mort naturelle, parce qu'il lui rappelle des souvenirs.
Un goujat (valet de ferme) de quinze ans, nommé Isidore Duval, surnommé Zidore, prend soin de la bête, lui donne des soins, la nourrit et, quatre fois par jour, en été, la déplace dans la côte où on l'attache, afin qu'il ait en abondance de l'herbe fraîche.
Quand Zidore le mène à l'herbe, il lui faut tirer sur la corde, tant la vieille rosse se déplace avec peine. Les gens de la ferme, voyant la colère du goujat contre Coco, prennent le garçon pour souffre-douleur, ce qui l’exaspère. Ses camarades de classe le prennent aussi comme tel à ce propos. On l'appelle bientôt Coco-Zidore dans tout le village. Le garçon enrage et sent naître en lui le désir de se venger du cheval. Depuis longtemps déjà, il s'étonne qu'on garde Coco, s'indigne de voir perdre du bien pour cette bête inutile. Du moment qu'elle ne travaille plus, il lui semble injuste de la nourrir.
À l'été, il lui faut encore aller remuer la bête dans sa côte. Plus furieux chaque matin, Zidore se met à torturer l'animal en lui cinglant le corps. Par une nuit chaude, on laisse Coco coucher dehors, au bord de la ravine, derrière le bois. Zidore s'amuse encore à jeter des cailloux tranchants au bidet. Mais toujours cette pensée restait plantée dans l'esprit du goujat : « Pourquoi nourrir ce cheval qui ne faisait plus rien ? »  Alors, peu à peu, chaque jour, le gars diminue la bande de pâturage qu'il donne au cheval, en avançant le piquet de bois où est fixée la corde.
La bête dépérit, tend en vain la tête vers la grande herbe verte et luisante, si proche, et dont l'odeur lui vient sans qu'elle y puisse toucher.
Un matin, Zidore omet de remuer la bête, il en a assez d'aller si loin pour cette carcasse. Il fait mine de la changer de place, mais il renfonce le piquet juste dans le même trou, et il s'en va, enchanté de son invention.
Le cheval, le voyant partir, hennit pour le rappeler, mais le goujat se mit à courir, laissant l'animal seul, tout seul dans son vallon, bien attaché, et sans un brin d'herbe à portée de la mâchoire. Tout le jour, la vieille bête est soumise à la faim.
Le goujat ne revient point ce jour-là. Il vagabonde par les bois pour chercher des nids.
Il reparaît le lendemain. Coco, exténué, s'est couché. Il se lève en apercevant l'enfant, attend enfin d'être changé de place. Mais Zidore s'approche, regarde l'animal, lui lance dans le nez une motte de terre et repart en sifflant. Le cheval reste debout tant qu'il peut l'apercevoir encore; puis, il s'étend de nouveau sur le flanc et ferme les yeux.
Le lendemain, Zidore ne vient pas. Le jour suivant, Coco est mort.
Le goujat demeure debout, à contempler son œuvre, étonné et content en même temps que ce soit déjà fini. Il revient à la ferme, mais ne dit pas un mot de l'accident, car il veut vagabonder encore aux heures où, d'ordinaire, il change de place le cheval.
Le lendemain, des corbeaux s'envolent à son approche. Des mouches innombrables se promènent sur le cadavre. En rentrant, Zidore annonce la chose. La bête est si vieille que personne ne s'étonne. Les hommes enfouissent le cheval juste à la place où il est mort de faim. Et l'herbe pousse drue, verdoyante, vigoureuse, nourrie par le pauvre corps.

## Éditions
- Coco, dans Maupassant, Contes et Nouvelles, tome I, texte établi et annoté par Louis Forestier, éditions Gallimard, Bibliothèque de la Pléiade, 1974  (ISBN 978 2 07 010805 3).
- Coco, dans Contes du jour et de la nuit, édition de Pierre Reboul, édition Folio